# O Castro (Viana del Bollo)
O Castro es un lugar situado en la parroquia de Pijeiros, del municipio español de Viana del Bollo, en la provincia de Orense, Galicia.

## Demografía
| Gráfica de evolución demográfica de O Castro entre 2000 y 2023 |
|                                                                |
| Datos según el nomenclátor publicado por el INE.               |